# Furnicari, Bacău
Furnicari (în maghiară Furnikár) este un sat în comuna Tamași din județul Bacău, Moldova, România.